# 별지화
별지화(別紙畵) 또는 별화(別畵)는 단청에서 화조, 산수, 인물, 동물 등을 회화적 수법으로 그린 단독 문양을 말한다. 주로 사찰 건축에서 쓰이며, 부재의 계풍 중앙이나 포벽 부분 등 여백이 큰 공간에 그려진다. 그러나 단순히 공간을 메우기 위한 장식적 의도 외에 설화적⋅교화적 내용을 담고 있는 경우도 많다. 별지화의 소재로는 용, 봉황, 기린, 거북 등의 상서로운 동물들과 불상, 나한, 비천 등을 그린 인물화, 연화, 모란 등의 식물화, 사군자 등과 불교 경전에 나오는 내용을 그린 장면화 등이 있다.